# Pardosa nenilini
Pardosa nenilini este o specie de păianjeni din genul Pardosa, familia Lycosidae, descrisă de Marusik, 1995. Conform Catalogue of Life specia Pardosa nenilini nu are subspecii cunoscute.